# ساحره کهربایی
ساحره کهربایی رنگ (به انگلیسی: The Amber Witch) نام یک رمان گوتیک و ادبی است که توسط ویلهلم مینهولد، نویسندهٔ اهل آلمان در سال ۱۸۳۹ نوشته شده‌است. این رمان یکی از آثار ادبی برجستهٔ جهان است.